# Perișor
Perișor est une commune roumaine située dans le județ de Dolj.